# Haplotropis
Haplotropis is een geslacht van rechtvleugeligen uit de familie Pamphagidae. De wetenschappelijke naam van dit geslacht is voor het eerst geldig gepubliceerd in 1888 door Saussure.

## Soorten
Het geslacht Haplotropis  is monotypisch en omvat slechts de volgende soort:
- Haplotropis brunneriana (Saussure, 1888)